# Institut de Física d'Altes Energies
L'Institut de Física d'Altes Energies (IFAE) és un consorci públic entre la Generalitat de Catalunya i la Universitat Autònoma de Barcelona (UAB). Es va crear formalment el 16 de juliol de 1991 i depèn funcionalment del Departament d'Empresa i Coneixement de la Generalitat de Catalunya. Es troba localitzat dins el campus de la UAB a Bellaterra, Barcelona.
L'IFAE es dedica principalment a la investigació científica experimental i teòrica de frontera en els camps de la física i astrofísica d'altes energies. L'institut fa especial enfàsi en els desenvolupaments tecnològics associats a aquesta investigació.
L'institut forma part del conveni que va crear el Port d'Informació Científica. L’any 2015 passa a ser part del Barcelona Institute of Science and Technology (BIST), creat el mateix any per agrupar centres d'excel·lència en recerca de diferents camps.

## Projectes destacats
- Construcció de detectors, desenvolupament d'algorismes i simulacions MonteCarlo per l'experiment ATLAS al Gran Col·lisionador d'Hadrons (LHC) del CERN.[5]
- Disseny i construcció del telescopi per raigs gamma d'altes energies MAGIC, en funcionament des del 2004 a les Illes Canàries.[6]
- Conjunt de telescopis d'efecte Cherenkov, Cherenkov Telescope Array (CTA) per superar la sensibilitat dels telescopis MAGIC.[7]
- Participació en el projecte The Dark Energy Survey (DES) liderat pel Fermilab per ampliar el catàleg de galàxies.[8]
- Participació en el projecte Euclid de la European Space Agency (ESA)[9]
- Desenvolupament de dispositius per imatge mèdica, incloent un sistema avançat per mamografies i un dispositiu per obtenir imatges 3D per fer biòpsies.[10]